# عبد الله ديابي
عبد الله ديابي (بالفرنسية: Abdoulay Diaby) (مواليد 21 مايو 1991) هو لاعب كرة قدم مالي.

## روابط خارجية
- عبد الله ديابي على موقع الاتحاد الدولي (مؤرشف)  (الإنجليزية)
- عبد الله ديابي على موقع الاتحاد الأوربي (الإنجليزية)
- عبد الله ديابي على موقع اتحاد تركيا (لاعب) (الإنجليزية)
- عبد الله ديابي على موقع رابطة كرة القدم الفرنسية للمحترفين (الإنجليزية)
- عبد الله ديابي على موقع قاعدة بيانات كرة القدم.إي يو (الإنجليزية)
- عبد الله ديابي على موقع ناشيونال فوتبول تيمز (الإنجليزية)
- عبد الله ديابي على موقع Soccerway.com (الإنجليزية)
- عبد الله ديابي على موقع AS.com (الإسبانية)